# Медулярний рак щитоподібної залози
Медулярний рак щитоподібної залози — це один з гістопатологічних варіантів раку щитоподібної залози, що походить з парафолікулярних клітин (C-клітин), продукуючих гормон кальцитонін.

## Загальна характеристика
Перший опис медулярного раку було здійснено в 1906 році Jaquet AJ., в 1959 році Hazard опублікував клінічний випадок пухлини щитоподібної залози з амілоїдом.
Приблизно 25 % випадків медулярного раку щитоподібної залози виникають внаслідок генетичних аномалій, зокрема мутацій в прото-онкогені RET. В такому випадку медулярний рак класифікується як спадковий, в інших випадках медулярна карцинома вважається спорадичною. Також медулярний рак може розвинутись при множинній ендокринній неоплазії (МЕН2) та поєднуватись з пухлиною паращитоподібної залози або наднирників (феохромоцитома).

## Діагностика

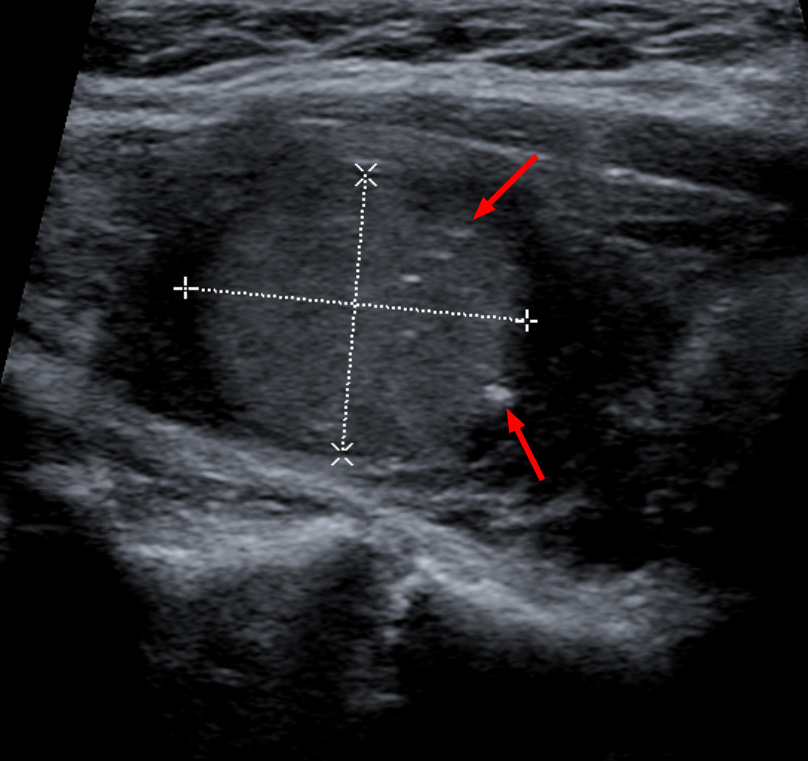
Ультразвукова картина вузлового утворення щитоподібної залози, що підозріле на злоякісний процес. Червоними стрілками показано кальцифікати в вузлі.

Медулярний рак часто протікає з слабо вираженою симптоматикою, та в переважній кількості хворих діагностується клінічно — за наявністю щільного або кам'янистої щільності вузлового утворення в щитоподібній залозі або збільшених лімфатичних вузлів шиї. При цій злоякісній пухлині можуть спостерігатися діарея та інші диспептичні розлади спостерігаються при значному поширенні медулярного раку, зокрема при віддалених метастазах в печінку, внаслідок значної продукції кальцитоніну. Також можуть бути зміни голосу (хрипота) внаслідок при локорегіонарного поширенні карциноми на голосові зв'язки. Медулярний рак характеризується високою біологічною агресивністю, внаслідок чого локорегіонарні метастази вже мають місце на момент первинного звернення хворого до спеціалізованого центру, де повинно бути виконані наступні тести:
- Ультразвукове дослідження шиї
- Тонкоголкова аспіраційна пункційна біопсія — надійний діагностичний метод для виявлення карциноми

### Діагностичні маркери
Чутливими маркерами медулярного раку є:
- Кальцитонін — рівень гормону, що в нормальних умовах продукують С-клітини, значно підвищений при медулярному раку.
- Раково-ембріональний антиген (СЕА) — також підвищений при медулярному раку, проте менш чутливий, оскільки рівень цього онкомаркеру може бути підвищений і при інших злоякісних пухлинах.

Для верифікації діагнозу можливе проведення під час операції експрес-патологогістологічного дослідження.

## Лікування

### Хірургічне
Тиреоїдектомія та дисекція шиї — надійний та ефективний підхід до лікування медулярного раку на ранніх стадіях. Хірургічне видалення пухлини та уражених лімфатичних вузлів забезпечує високу виживаність.

### Радіотерапія
Зовнішнє опромінення повинно виконуватись пацієнтам з високим ризиком рецидиву, навіть за умови повного видалення пухлини та локорегіонарних метастазів.

### Хімієтерапія
Застосовується для лікування віддалених метастазів та/або неоперабельних медулярних карцином.
В основному базується на застосування блокаторів тирозин-кінази, що показують найвищу ефективність за даними деяких клінічних випробувань. Ці дані показали позитивний результат у 10-30 % пацієнтів. Також у більшості пацієнтів спостерігалось зменшення розмірів пухлини. Попри такий результат, хімієтерапія має такі побічні ефекти, як, зокрема, артеріальна гіпертензія, нудота, блювання, діарея, тромбози та кровотечі.
В квітні 2011 хімієпрепарат Вандетеніб (англ. Vandetanib) був вперше затверджений в США для лікування метастатичних неоперабельних медулярних карцином на піздніх стадіях у дорослих.

## Прогноз
Залежить від стадії та ефективності лікування. За різними джерелами, 5-річне виживання може становити: 80 % або 86 %. Показник 10-річного виживання становить близько 75 %.
Залежно від стадії раку, виживання становить:
- 1 стадія — до 100 %
- 2 стадія — до 98 %
- 3 стадія — до 81 %
- 4 стадія — до 28 %